# 제34회 대종상
제34회 대종상의 시상식에 관한 내용이다.

## 수상 및 후보

### 최우수작품상
- 애니깽 - 김호선 수상
- 꽃잎 - 장선우
- 아름다운 청년 전태일 - 박광수
- 본 투 킬 - 장현수
- 은행나무 침대 - 강제규

### 감독상
- 애니깽 - 김호선 수상
- 본 투 킬 - 장현수
- 꽃잎 - 장선우
- 아름다운 청년 전태일 - 박광수
- 은행나무 침대 - 강제규

### 시나리오상
- 학생부군신위 - 김상수, 김상학 수상
- 개같은 날의 오후 - 이민용
- 본 투 킬 - 장현수
- 301 302 - 이서군 외 1명
- 은행나무 침대 - 강제규

### 남우주연상
- 테러리스트 - 최민수 수상
- 꽃잎 - 문성근
- 나에게 오라 - 박상민
- 은행나무 침대 - 한석규
- 애니깽 - 임성민

### 여우주연상
- 은행나무 침대 - 심혜진 수상
- 꽃잎 - 이정현
- 닥터 봉 - 김혜수
- 무소의 뿔처럼 혼자서 가라 - 심혜진
- 301 302 - 방은진

### 남우조연상
- 학생부군신위 - 김일우 수상
- 본 투 킬 - 조경환
- 본 투 킬 - 김학철
- 은행나무 침대 - 신현준
- 테러리스트 - 허준호
- 나에게 오라 - 김정현

### 여우조연상
- 애니깽 - 김 청 수상
- 개같은 날의 오후 - 김보연
- 개같은 날의 오후 - 송옥숙
- 은행나무 침대 - 진희경

### 신인남자배우상
- 런어웨이 - 이병헌 수상
- 닥터 봉 - 한석규
- 빛은 내 가슴에 - 이세창

### 신인여자배우상
- 금홍아 금홍아 - 이지은 수상
- 꽃잎 - 이정현 수상
- 런어웨이 - 김은정
- 본 투 킬 - 심은하
- 1996 뽕 - 예지원

### 신인감독상
- 개같은 날의 오후 - 이민용 수상
- 은행나무 침대 - 강제규 수상
- 닥터 봉 - 이광훈
- 런어웨이 - 김성수

### 촬영상
- 테러리스트 - 신옥현 수상
- 꽃잎 - 유영길
- 본 투 킬 - 정일성
- 은행나무 침대 - 박희주
- 애니깽 - 이성춘

### 편집상
- 테러리스트 - 박순덕 수상
- 닥터 봉 - 김현
- 본 투 킬 - 박곡지

### 조명상
- 테러리스트 - 임재형 수상
- 카루나 - 김태성
- 은행나무 침대 - 이강산
- 아름다운 청년 전태일 - 김동호
- 본 투 킬 - 차정남

### 음악상
- 꽃잎 - 원일 수상
- 나에게 오라 - 신대철
- 본 투 킬 - 변성용
- 카루나 - 이철혁
- 테러리스트 - 최경식

### 의상상
- 금홍아 금홍아 - 이해윤, 허 영 수상
- 은행나무 침대 - 박윤정

### 미술상
- 금홍아 금홍아 - 김유준 수상
- 아름다운 청년 전태일 - MBC미술센터
- 은행나무 침대 - 조융삼
- 301 302 - 최정화

### 기획상
- 아름다운 청년 전태일 - 유인택 수상

### 심사위원 특별상
- 꽃잎 - 미라신코리아 수상

### 각색상
- 나에게 오라 - 이경식 수상
- 꽃잎 - 장문일 외 1명
- 무소의뿔처럼혼자서가라 - 공지영

### 공로상
- 차정남, 임성민 수상

### 특별상
- 최승화, 차순하 (기술상) 수상
- 양일만, 석인수 (연기상) 수상